# Australian Catholic Chinese Community
Australian Catholic Chinese Community is een katholieke koepelorganisatie van Chinezen in Australië. De organisatie heeft verschillende kerken verspreid over Australië onder haar hoede. Ze bestaat uit Chinese Catholic Pastoral Centre, Western Sydney Catholic Chinese Community en Asiana Centre Association.
De organisatie houdt zich bezig met het geven van pastorale hulp aan katholieken van Chinese afkomst en staat Aziatische studenten bij in hun spirituele welzijn. Australian Catholic Chinese Community is geen voorziening van het Aartsbisdom Sydney.
Het devies van de organisatie luidt "幸福 en 和平", wat "geluk en vrede" betekent.

## Geschiedenis
De migratiegeschiedenis van Chinezen in Australië gaat terug tot in de 19e eeuw, toen veel Chinese migranten in het land aankwamen om te werken als goudzoeker of spoorlijnbouwer. Lange tijd waren de meeste Chinese migranten aanhangers van de Chinese volksreligie. Tot heden zijn de Chinese tempels van deze migranten terug te zien in Australië. Door de komst van grote aantallen Chinese migranten begonnen katholieke Australiërs met het oprichten van Chinese migrantenkerken om meer Chinezen te kunnen kerstenen.
De Chinese Catholic Community (華人天主教會) werd door een groep Sydneyse katholieken opgericht in 1983 en zorgde ervoor dat de Heilige Mis gevierd kon worden in het Standaardkantonees. Door de groei van het aantal Chinese katholieken kon de organisatie Chineestalige spirituele retraites, sociale bijeenkomsten, sociale voorzieningen en een katholieke Chinese school oprichten.
De Australian Catholic Chinese Community werd in 1989 opgericht om de vele activiteiten van Chinese katholieke migrantenkerken te kanaliseren. De kerk heeft verschillende groepen die zich bezighouden met een bepaalde taak in de kerk, deze zijn onder andere: spiritualiteit, religieuze instructies, liturgie, koor, jongeren, financiën, kantoor en communicatie.